# Tatera
Tatera és un gènere de rosegadors de la família dels múrids. Aquest grup aparegué durant el Pliocè superior i conté dues espècies: T. indica, que viu actualment a la part d'Àsia que s'estén des del sud-est de Turquia fins a Sri Lanka, i T. pinjoricus, una espècie extinta de la qual s'han trobat restes fòssils al nord-oest de l'Índia. Se l'ha relacionat amb el gènere extint Abudhabia.